# I've Been Loving You Too Long
"I've Been Loving You Too Long" er en sang, der blev skrevet af Otis Redding og Jerry Butler i 1965. I 1966 lavede The Rolling Stones et cover hit af sangen, og det samme gjorde Ike & Tina Turner i 1969.
Sangen var a-side til Otis chart hit fra 1965, og optrådte på hans tredje album Otis Blue: Otis Redding Sings Soul. B-siden til singlen var "Just One More Day", som også blev et stort hit, da den fik en 15. plads på R&B chart listen, og en 85. plads på pop singles charts.
Det første cover af nummeret lavede The Rolling Stones i 1965, kort tid efter Reddings originale version blev et hit. ”I've Been Loving You Too Long” kom på The Stones først live album, Got Live if You Want It!. 
Den kendteste cover version af sangen blev fremført af Ike and Tina Turner i 1969. Denne version fik også det højst placering af sangen, da den fik en 23. plads på R&B chart listen, og fik en 68. på pop listen.
Andre der har sunget sangen er blandt andre Etta James, Joe Cocker, og rock bandet Tindersticks. 